# Bezirk Schlan
Der Bezirk Schlan (tschechisch Okresní hejtmanství Slaný, auch Slané) war ein Politischer Bezirk im Königreich Böhmen. Der Bezirk umfasste Gebiete in der heutigen Mittelböhmischen Region (Okres Kladno bzw. Okres Rakovník). Sitz der Bezirkshauptmannschaft war die Stadt Schlan (Slaný). Das Gebiet gehörte seit 1918 zur neu gegründeten Tschechoslowakei und ist seit 1993 Teil Tschechiens.

## Geschichte

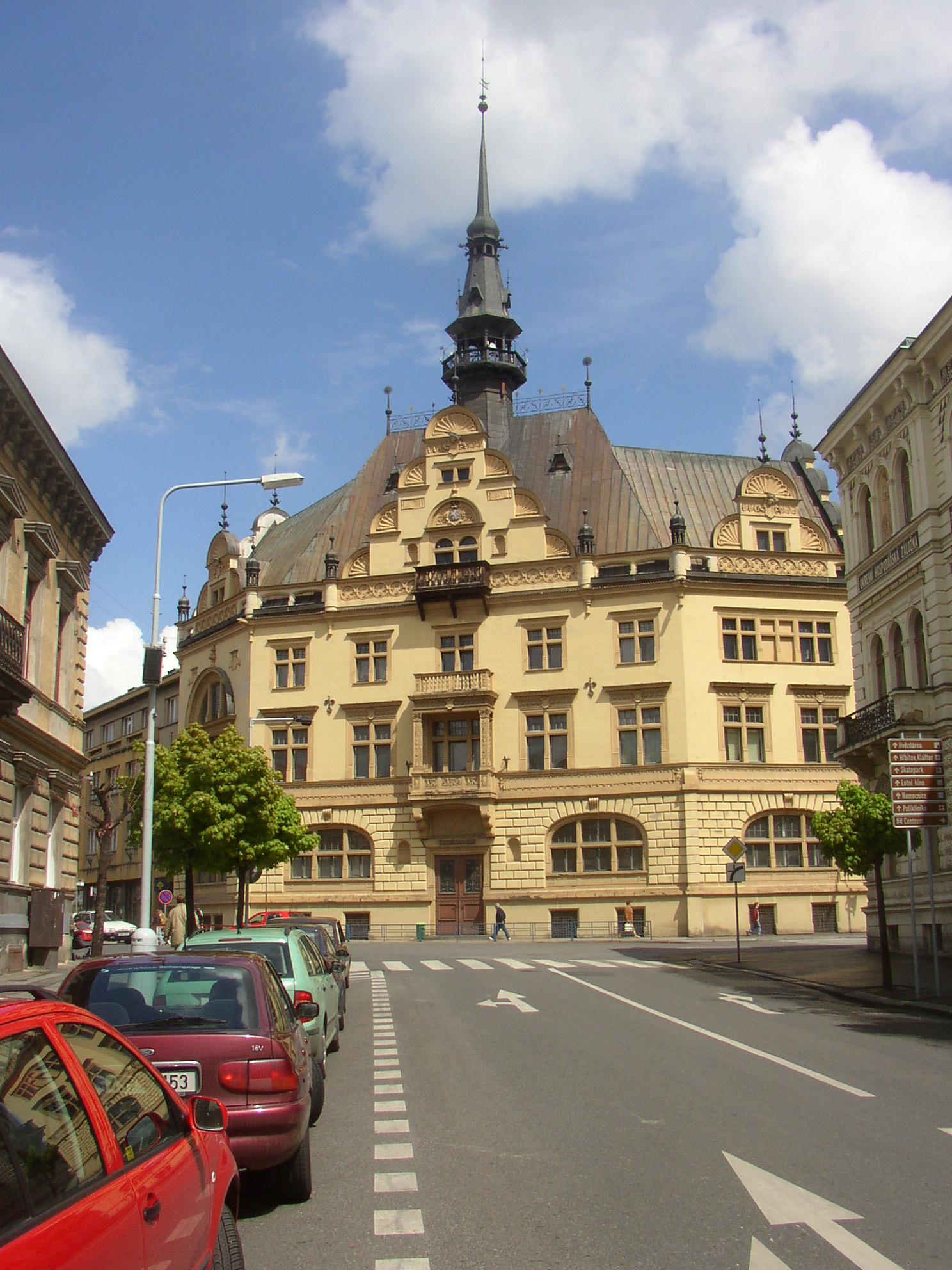
Bezirkshaus in Slaný

Die modernen, politischen Bezirke der Habsburgermonarchie wurden 1868 im Zuge der Trennung der politischen von der judikativen Verwaltung geschaffen.
Der Bezirk Schlan wurde 1868 aus den Gerichtsbezirken Neustraschitz (tschechisch soudní okres Nové Strašecí), Welwarn (Velvary) und Schlan (Slaný) gebildet.
1911 wurde auf dem Gebiet des Bezirks Schlan die Schaffung des Gerichtsbezirk Kralup an der Moldau bestimmt, der aus Teilen des Gerichtsbezirks Welwarn gebildet wurde.
Das Bezirksgericht Kralup nahm dabei am 1. März 1912 seine Tätigkeit auf.
Per 15. November 1913 wurden schließlich die Gerichtsbezirke Kralup und Welwarn aus dem Bezirk Schlan ausgeschieden, wobei sie in der Folge den Bezirk Kralup an der Moldau bildeten.
Im Bezirk Schlan lebten 1869 75.910 Personen, wobei der Bezirk ein Gebiet von 13,3 Quadratmeilen und 103 Gemeinden umfasste.
1900 beherbergte der Bezirk 79.081 Menschen, die auf einer Fläche von 978,59 km² bzw. in 134 Gemeinden lebten.
Der Bezirk Schlan umfasste 1910 eine Fläche von 766,28 km² und beherbergte eine Bevölkerung von 118.937 Personen. Von den Einwohnern hatten 1910 118.477 Tschechisch und 172 Deutsch als Umgangssprache angegeben. Weiters lebten im Bezirk 288 Anderssprachige oder Staatsfremde. Zum Bezirk gehörten vier Gerichtsbezirke mit insgesamt 129 Gemeinden bzw. 157 Katastralgemeinden.
Nach der Abspaltung des Bezirks Kralup reduzierte sich der Bezirk Schlan auf eine Fläche von 549,41 km² und eine Bevölkerung von 86.720 Personen (nach dem Stand der Volkszählung 1910).